# Primer Imperi Búlgar

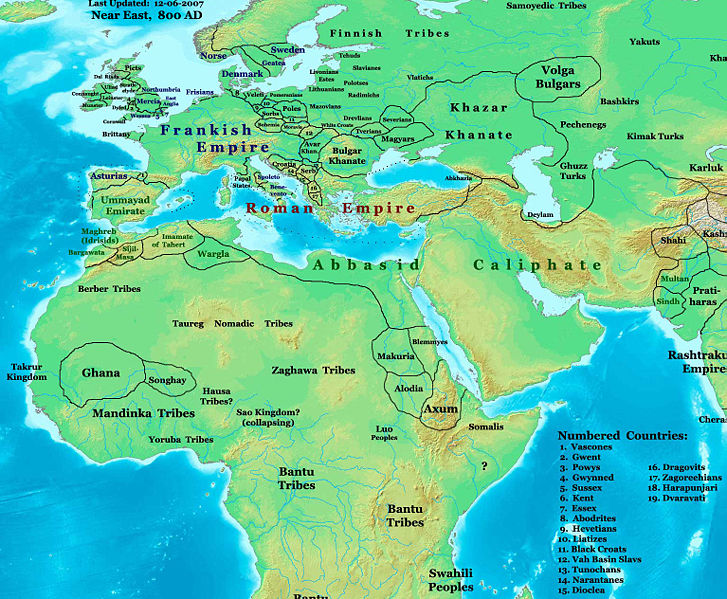
Pròxim Orient en l'any 800, on es mostra l'Imperi Búlgar i els seus estats veïns.

El Primer Imperi Búlgar (en búlgar Първo Българско царство, transcrit Părvo Bălgarsko tsarstvo) va ser un estat medieval búlgar fundat l'any 632 als territoris propers al delta del Danubi. Es va desintegrar l'any 1018 després de la seva annexió a l'Imperi Romà d'Orient. En el seu punt àlgid, s'estenia des de Budapest a la mar Negra, i des del Dnièper en la Ucraïna contemporània, fins a la mar Adriàtica. Fou succeït pel Segon Imperi Búlgar, fundat l'any 1185. El nom oficial de l'estat des de començaments de la seva fundació fou el de Bulgària.
L'imperi va tenir un paper important en la política europea, i fou un dels poders militars més forts del seu temps. Entre els anys 717 i 718 la coalició dels búlgars i els romans d'Orient va derrotar els àrabs al setge de Constantinoble (717-718) amb la qual cosa es va evitar l'expansió de l'islam a l'est d'Europa. Posteriorment van expandir el seu territori sobre el kanat àvar, la plana pannònica i les Muntanyes Tatra. Posteriorment els búlgars van confrontar l'avenç dels petxenegs i cumans, i van aconseguir una victòria decisiva sobre els magiars, que els va obligar obligant-los a establir-se de forma permanent a Pannònia.
Durant la fi del segle ix i principis del x, el tsar Simeó I el Gran va aconseguir un seguit de victòries sobre els romans, i va expandir l'Imperi Búlgar al seu màxim apogeu. Després de l'anihilació de l'exèrcit romà d'Orient en la batalla d'Anquíal en 917, els búlgars van posar sota setge Constantinoble en 923 i 924. Els romans finalment es van recuperar i en 1014 sota Basili II, va infligir una derrota aclaparadora als búlgars en la batalla de Clídion. En 1018, les últimes places fortes de Bulgària s'havien retut a l'Imperi Romà d'Orient, i el Primer Imperi Búlgar va deixar d'existir. Fou succeït pel Segon Imperi Búlgar en 1185.
Després de l'adopció del cristianisme en 864, Bulgària es va convertir, per un temps, en el centre cultural eslau d'Europa. La seva posició cultural de primer ordre es va consolidar encara més amb la invenció de l'alfabet ciríl·lic a la seva capital Preslav, i la literatura produïda en l'idioma búlgar antic aviat va començar a propagar-se pel nord. L'antic búlgar es va convertir en la llengua franca de l'Europa oriental, on va arribar a ser coneguda com a antic eslau eclesiàstic. En 927 el Patriarcat de Bulgària totalment independent, va ser reconegut oficialment. Posteriorment, com una reacció contra les influències romanes d'Orient en l'església, la influent secta dels bogomils va néixer a Bulgària cap a la meitat del segle x.

## Nomenclatura
El Primer Imperi Búlgar va arribar a ser conegut simplement com a Bulgària des del seu reconeixement per part de l'Imperi Romà d'Orient en 681. Entre 681 i 864 del país també era conegut com el Kanat Búlgar. Alguns historiadors usen els termes de Bulgària del Danubi o Kanat Búlgar del Danubi a fi de diferenciar-lo de la Bulgària del Volga que va sorgir d'un altre grup búlgar. Durant els seus primers anys d'existència al país també es coneixia com a Estat Búlgar o Kaganat Búlgar. Entre 864 i 917 o 927 el país es coneixia com a Principat de Bulgària o Bulgària Knyazhestvo. En la historiografia búlgara és referit generalment com el Primer Estat Búlgar o Primer Tsarisme Búlgar (Imperi).
Creat com una unió entre búlgars i eslaus, per protecció mútua contra l'Imperi Romà d'Orient al sud i els àvars al nord-oest. El Primer Imperi búlgar era governat d'acord amb la tradició búlgara per un kan. Els eslaus van mantenir una significativa autonomia, i finalment la seva llengua i tradicions van formar la cultura búlgara i la gent amb Bulgària es van convertir en un país eslau.

## Antecedents
Durant el darrer període de l'Imperi Romà, la zona de la Bulgària contemporània va ser organitzada en diverses províncies: Escítia Menor, Mèsia (Alta i Baixa), Tràcia, Macedònia, Dàcia (sud del Danubi), Dardània, Ròdope i Hemimont. Tenia una població mixta de getes i tracis. Durant les invasions hunes d'Europa central i oriental, grups turquesos anomenats búlgars es van assentar a la regió. Diverses onades de migracions eslaves van tenir lloc al llarg del segle vi i a començaments del segle vii, fins a la completa eslavització lingüística de la regió.

## Els búlgars
Es coneix poc dels orígens dels búlgars que van arribar a la península balcànica el segle vii (o -d'acord amb algunes fonts- fins i tot abans) perquè durant el temps els búlgars originals es van barrejar amb la població local del que és la Bulgària contemporània.
La teoria establerta és que els búlgars estan relacionats amb els huns i es van originar a l'Àsia central, però la seva etnicitat no està totalment clara. Es poden trobar elements claus d'això al calendari avançat i el sistema de govern dels primers búlgars.
No obstant això, l'anomenada «teoria huna» encara rep suport amb vehemència d'alguns historiadors que basen la seva tesi en documents existents i fonts. En la Nominàlia dels kans de Bulgària, una còpia tardana d'un document antic, està escrit que el primer governant dels búlgars va ser Avitohol i el segon Irnik. Irnik o Ernakh és el nom del fill més jove d'Àtila, per tant alguns historiadors creuen que Avitohol no era cap altre que Àtila l'Hun.
S'assumeix que els búlgars eren governats per kans hereditaris. L'únic títol similar trobat fins al moment el de kanasubigi i va ser usat només per quatre dels governants búlgars, anomenats Krum, Omurtag, Malamir i Presian, que era respectivament avi, fill, net i nebot de Malamir, i després d'ells el títol desapareix. Altres títols similars però no reials van ser avalats entre la classe noble búlgara i aquests són kavkhan (vicekan), tarkhan, i boritarkhan. Començant des d'allà (si hi havia un vicekan (kavkhan), hi havia un kan també) els erudits assumeixen el títol de kan per al primer líder búlgar. Inscripcions tardanes parlen dels arconts (un títol grec) i kniaz (un títol eslau).
Hi havia algunes (probablement més de 100) famílies aristocràtiques, els membres de les quals, anomenats boila (boiars) ostentaven títols militars i formaven una classe governant. La religió dels búlgars és desconeguda, però se suposa que era monoteista, i veneraven el déu turquès del cel Tangra. Hi ha només una menció sobre Tangra en una inscripció del segle viii a prop del Cavaller de Madara. La resta de les fonts parlen simplement sobre Bog, que és la paraula eslava i l'ària que correspon a 'déu'. De manera més confusa, alguns governants búlgars, rebatejats per la seva persecució dels cristians, són representats amb símbols cristians. Existeix una teoria que els búlgars eren arians. A més, els primers llocs sagrats búlgars mostraven el pla de dos quadrats concèntrics, típics de temples zoroàstrics.

## Establiment de l'estat búlgar

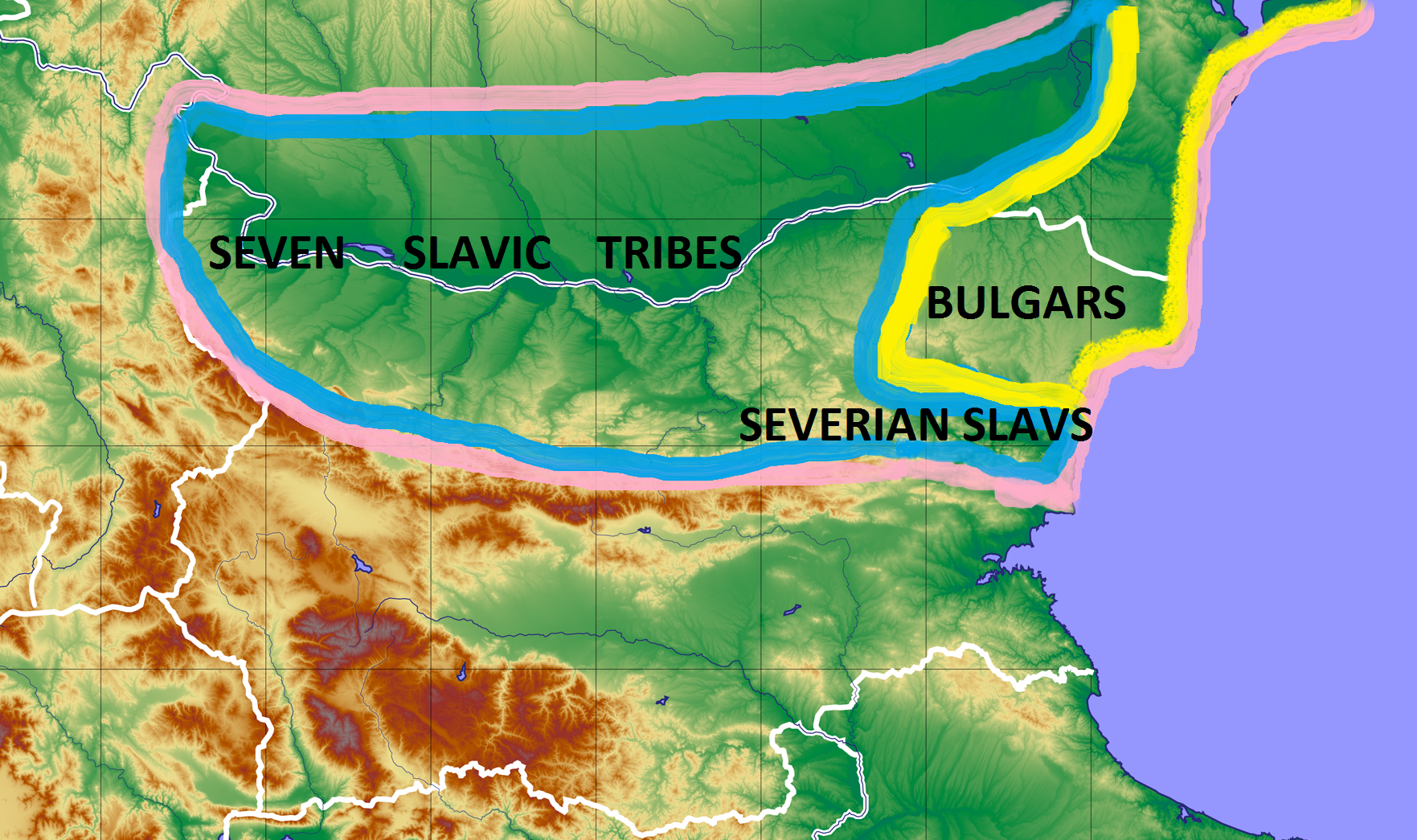
Bulgària, a començaments del.

Hi ha dues dates diferents per a l'any d'establiment de l'actual Bulgària, segons dues interpretacions diferents de la història.
Segons la primera teoria, una tribu búlgara liderada per Asparukh Khan, es va desplaçar a l'oest i va ocupar el sud de l'actual Bessaràbia. Després d'una victoriosa guerra contra els romans l'any 680, el kanat d'Asparukh va conquerir Mèsia i Dobrudja i va ser reconegut com a estat independent pel tractat firmat amb els romans l'any 681. Aquell any és el que es considera com a l'any de fundació de l'actual Bulgària.
Una altra teoria considera que la Gran Bulgària, encara que va sofrir grans pèrdues territorials per l'acció dels khàzars, va aconseguir derrotar-los a començaments de la dècada del 670, per la qual cosa la fundació podria situar-se en l'any 632 en lloc del 681.

### Afermament als Balcans

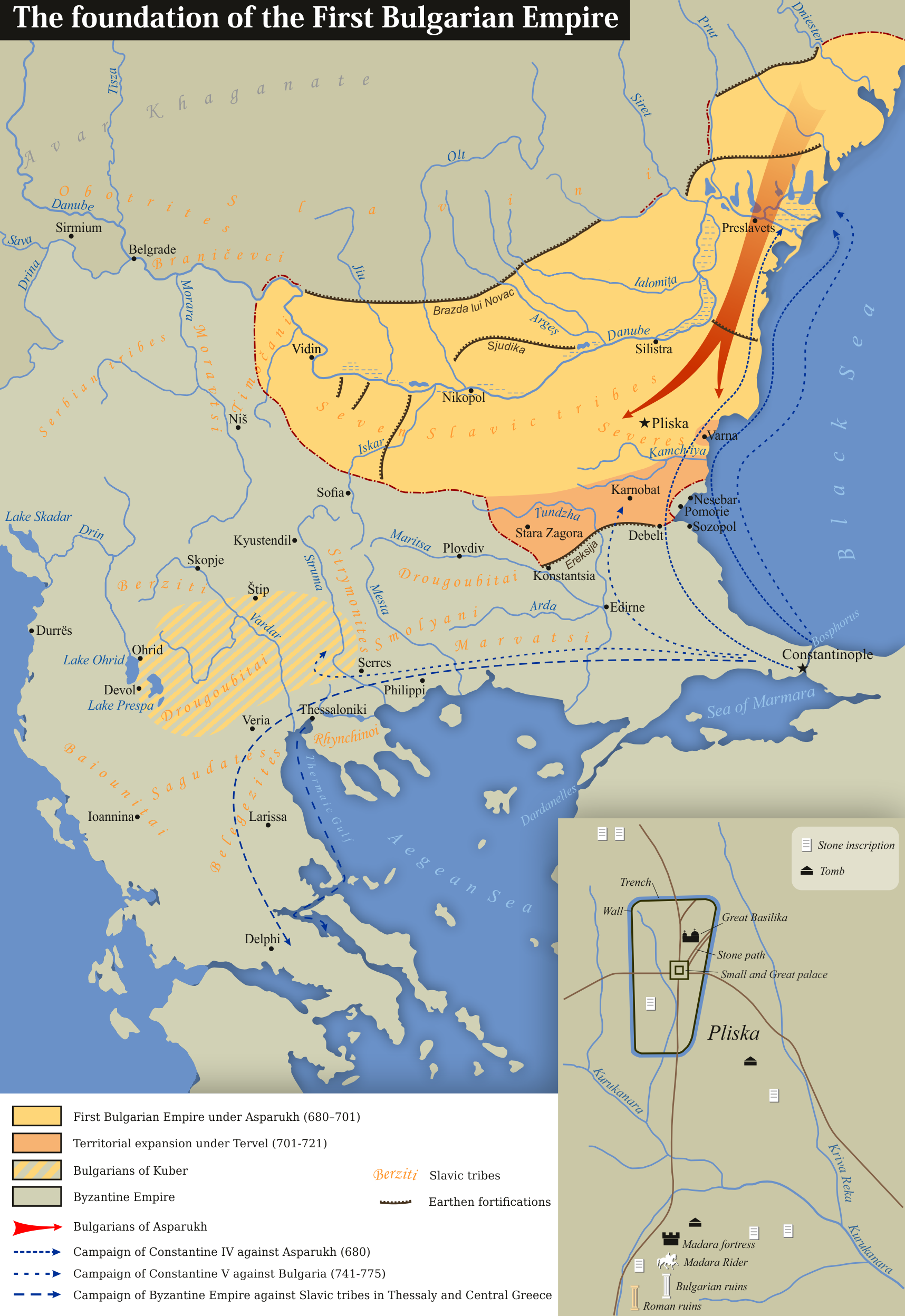
Els Balcans cap al 680, fundació del Primer Imperi Búlgar

Després de la decisiva victòria en la batalla d'Ongal el 680, els exèrcits búlgars i eslaus van avançar cap al sud a través dels balcans, i van derrotar novament els romans, que es van veure obligats a firmar un humiliant tractat de pau on reconeixien l'existència d'un nou estat a les fronteres de l'Imperi, i obligant-se a pagar un tribut anual a Bulgària. Alhora, la guerra contra els khàzars continuava a l'est i en l'any 700, Asparukh Khan va morir en combat contra ells. Els búlgars van perdre els territoris a l'est del Dnièster, però van aconseguir retenir les terres a l'oest. Búlgars i eslaus van firmar un tractat acordant que la direcció de l'Estat recauria sobre el kan dels búlgars, que tindria l'obligació de defensar l'estat contra els romans, mentre que els líders eslaus aconseguien un estatus autònom, i havien de protegir les fronteres del nord al llarg dels Carpats contra els àvars de Pannònia.
El successor d'Asparukh, Tervel va ajudar el deposat emperador romà d'Orient Justinià II a recuperar el seu tron en 705. A canvi, va rebre l'àrea Zagore al nord de Tràcia, que va constituir la primera expansió territorial del país al sud de les muntanyes balcàniques. Tanmateix, tres anys després, Justinià va intentar recuperar per la força aquestes terres, però va ser derrotat en la batalla de l'Aqueloos el 708 i va tornar a Constantinoble. El 716, Tervel va firmar un important acord amb l'Imperi Romà. Durant el setge de Constantinoble (717-718) va enviar 50.000 homes en ajuda dels assetjats. En la batalla decisiva, els búlgars van massacrar 30.000 àrabs. i Tervel va ser aclamat com a salvador d'Europa pels seus contemporanis.

### Inestabilitat interna i lluita per la supervivència
L'any 753 va morir el kan Sevar que era l'últim descendent de la Dinastia Dulo. Després de la seva mort, el kanat va caure en una llarga crisi política durant la qual el país va estar al caire de la destrucció. Durant un període de 15 anys hi va haver 7 kans diferents, que van ser assassinats. Existien dues faccions principals: alguns nobles volien una guerra contra els romans, mentre que d'altres buscaven una sortida pacífica al conflicte. Aquesta inestabilitat va ser usada per l'emperador romà d'Orient Constantí V (745- 775), que va llançar nou considerables campanyes per tal d'eliminar Bulgària. L'any 763, va derrotar el kan búlgar Telets a la batalla de l'Aqueloos. però els romans no van ser capaços d'avançar més al nord. A la mort de Telets, Bulgària va caure en l'anarquia, cosa que l'emperador va aprofitar per fer noves expedicions, el 764 i el 765: la primera fou victoriosa i la segona fou un fracàs a causa d'un fort vent que va causar la destrucció de gairebé tota la flota imperial.
L'any 775, el kan Telerig, després d'enganyar a Constantí V per revelar-li aquells a seus lleials en la cort búlgara, va executar tots els espies romans a la capital Pliska. Sota el comandament del seu successor Kardam, la guerra es va tornar favorable per als búlgars, després de la seva victòria en la batalla de Marcelae. en 792. Els romans d'Orient van ser derrotats i van pagar tribut als kans. Després d'aquesta victòria, la crisi va ser superada i Bulgària va entrar el nou segle com un estat estable i consolidat.

### Expansió territorial

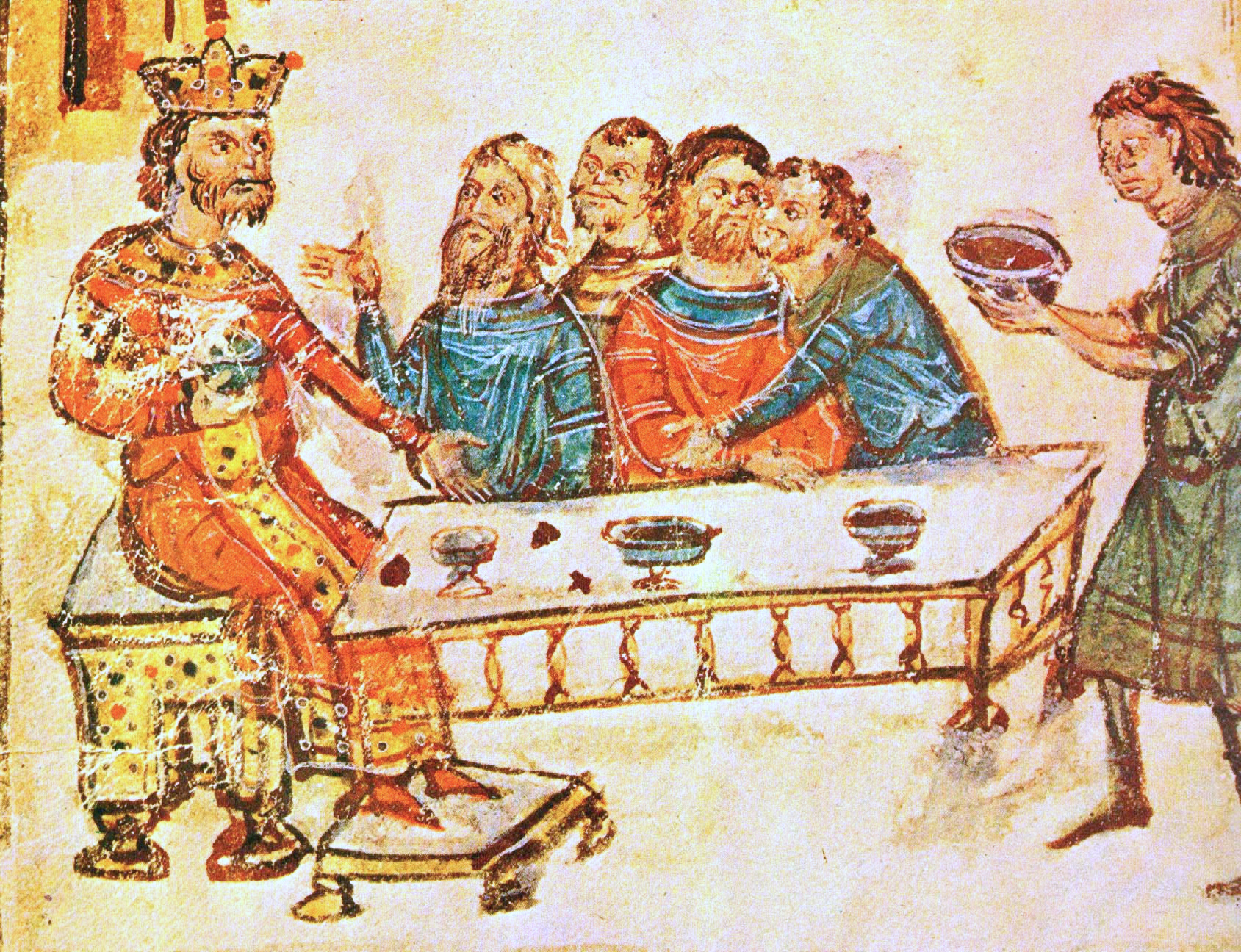
El kan Krum celebra la victòria de la batalla de Pliska.

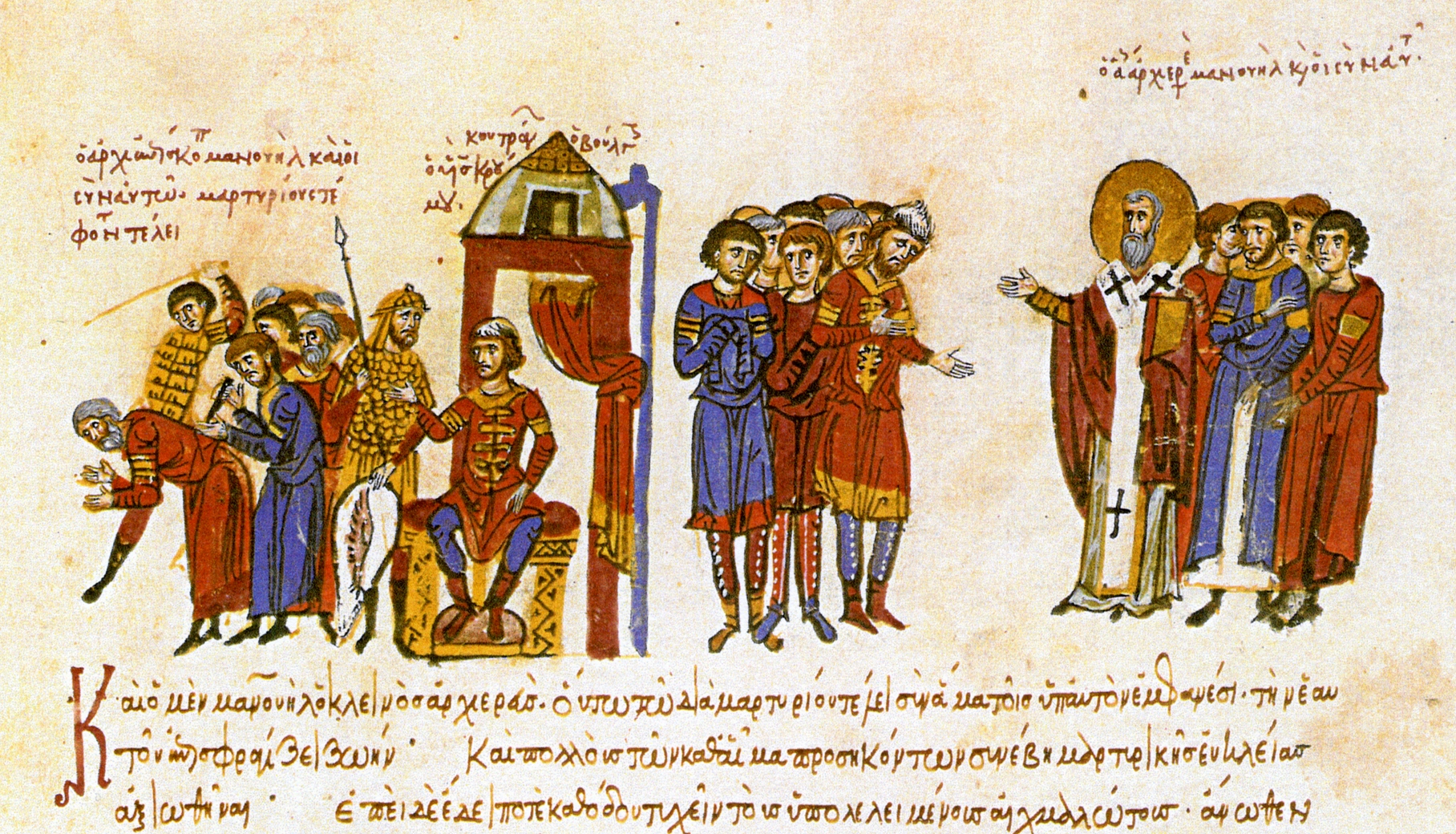
El kan Omurtag ordena la matança de cristians.

Sota el mandat del kan Krum (803-814), també conegut com a Crummus i Keanus Magnus, Bulgària es va expandir cap al nord i el sud, ocupant les terres entre el Danubi mig i Moldàvia, el territori de l'actual Romania, Sofia en 809. i Adrianòpolis (moderna Edirne) en 813, i va arribar a amenaçar la pròpia Constantinoble. Entre 804 i 806, els exèrcits búlgars van eliminar el kanat àvar i van assolir les fronteres danubianes de l'Imperi franc. En 811, un gran exèrcit romà d'Orient va ser derrotat en la decisiva batalla del pas de Varbitsa o Batalla de Pliska. L'emperador romà d'Orient Nicèfor II va resultar mort junt amb la major part de les seves tropes, i la seva calavera va ser usada com a copa per beure. Krum va prendre llavors la iniciativa i va portar la guerra cap a Tràcia i va derrotar novament els romans en la batalla de Versinicia. en 813. Després d'un intent d'assassinat romà d'Orient durant les negociacions, Krum va saquejar Tràcia, va capturar Edirne i va traslladar els seus 10.000 habitants a les "terres búlgares més enllà del Danubi", després de la qual cosa va començar els preparatius per assaltar Constantinoble: es van construir 5.000 carros per transportar el material de setge, mentre els romans d'Orient van arribar a sol·licitar l'ajuda de l'emperador franc Lluís I el Pietós. Tanmateix, la sobtada mort de Krum va detenir la campanya

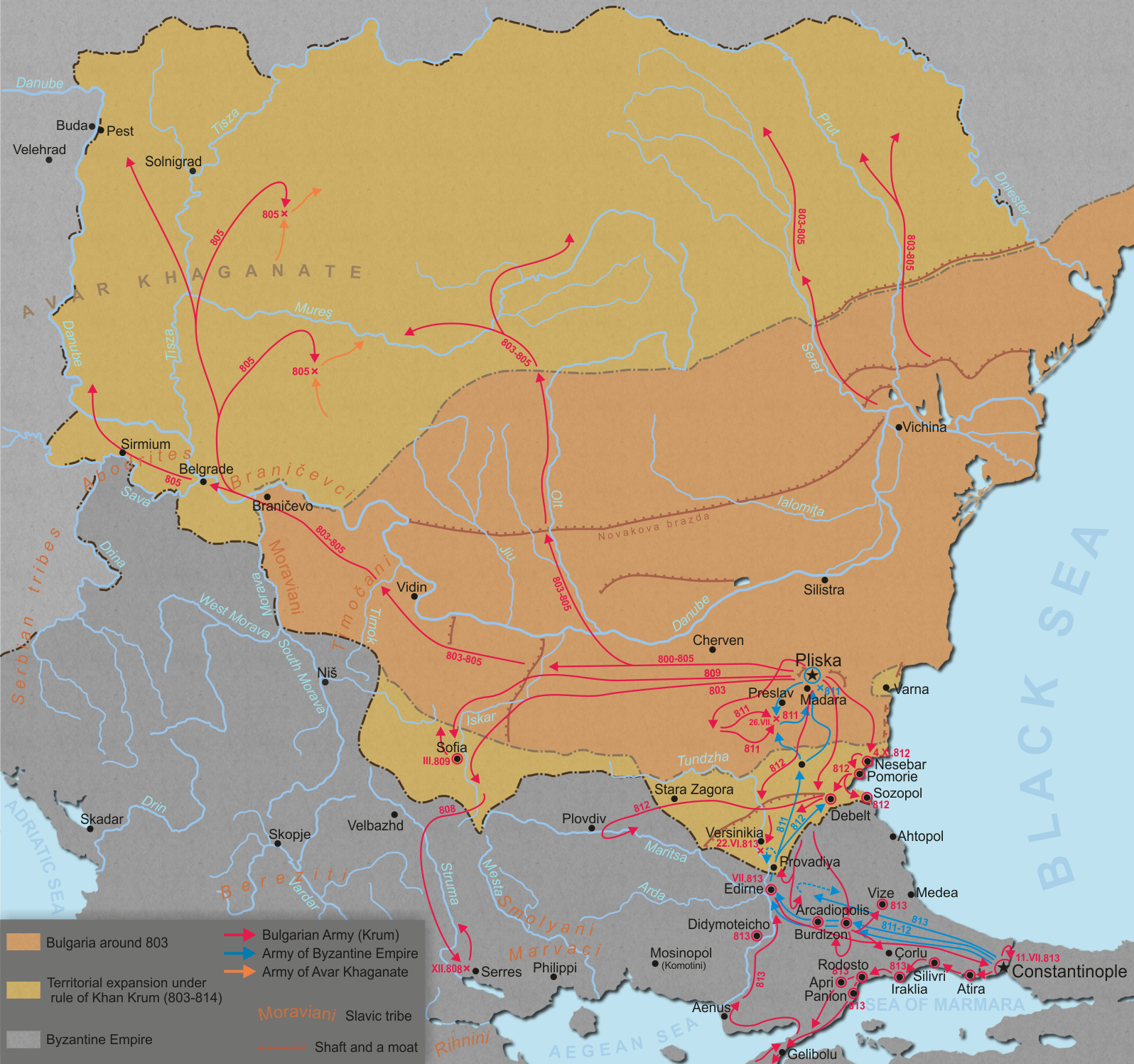
Bulgària a la mort del kan Krum el 814

El nou kan Omurtag (814-831) va firmar un tractat de pau amb els romans per 30 anys, que permeté a ambdues economies de recuperar-se després dels convulsos anys anteriors. Durant el govern d'Omurtag, les fronteres nord-oest amb els francs es van consolidar entorn de l'any 827. Es van aixecar nombroses construccions a la capital, Pliska, entre les quals destaquen magnífics palaus, temples pagans, la residència del governant, fortalesa, ciutadella i banys, principalment en pedra i maó.
Durant el breu regnat de Malamir (831-836) la ciutat de Plòvdiv va ser annexionada al país. Sota el kahn Presian I de Bulgària (836-852) els búlgars van conquerir gran part de Macedònia i les seves possessions van arribar fins a la mar Adriàtica i la mar Egea. Els historiadors romans no esmenten cap resistència a aquesta expansió búlgara, el que ens porta a la conclusió que va ser majorment pacífica. Entre 839 i 842 els búlgars van iniciar una guerra contra els serbis, però no van aconseguir cap avenç en aquells tres anys.

### Assimilació de búlgars i eslaus
S'assumeix generalment que els búlgars eren una minoria entre la població eslava que vivia prèviament a la zona colonitzada. Entre els segles vii i x, els búlgars van ser progressivament assimilats pels eslaus, van adoptar una llengua búlgar-eslava i es van convertir al cristianisme segons el ritu grec sota el mandat de Borís I de Bulgària el 864. En aquella època, el procés d'absorció de l'antiga població tràcia romanitzada del sud del Danubi havia acabat de conformar la formació d'aquesta nova ètnia. Es considera que els búlgars moderns són d'origen eslau meridional, fins i tot si es considera que els eslaus van ser només un dels pobles que van contribuir a la formació de l'ètnia búlgara.

## Bulgària sota Borís I
El regnat de Borís I (852- 889) va començar amb nombrosos contratemps. Durant deu anys l'estat búlgar va lluitar contra els imperis Romà d'Orient i carolingi, la Gran Moràvia, els croats i els serbis.

### Cristianització
En l'any 864, els romans, sota el comandament de Miquel III, van envair Bulgària davant de les sospites que el kan Borís I pogués estar disposat a acceptar el cristianisme segons el ritu occidental. En tenir coneixement de la invasió, Borís I va començar les negociacions de pau. Els romans d'Orient van tornar algunes terres a Macedònia a condició que els búlgars adoptessin la fe cristiana de mà de Constantinoble, proposta que va ser acceptada per Boris, que va ser batejat el setembre de 865, i va prendre el nom del seu padrí, l'emperador romà d'Orient Miquel. El títol pagà «kan» va ser abolit i va ser reemplaçat pel de «kniaz». Tanmateix, el motiu últim de la conversió no va ser la invasió romana d'Orient. Borís I era un home amb visió d'estat, i va anticipar perfectament que la introducció d'una religió única completaria la consolidació de l'emergent estat búlgar, que encara estava dividit per qüestions religioses. Sabia també que Bulgària no era un estat que comptés amb el ple respecte de les potències cristianes, i que els tractats que es firmessin amb elles podien ser violats adduint motius religiosos.
L'objectiu dels romans era aconseguir, a través de la pau, allò que havien estat incapaços d'aconseguir després de més de dos-cents anys de guerres: absorbir lentament Bulgària a través de la religió i convertir-la en un estat satèl·lit de l'Imperi, ja que els alts càrrecs de la jerarquia de la de recentment fundada Església Ortodoxa Búlgara recaurien, com era natural, en romans que predicaven en grec. Conscient d'això, Boris va enviar una delegació a Roma, on expressava al Papa Nicolau I el seu desig d'abraçar els ritus occidentals, junt amb unes altres 115 qüestions. El governant búlgar intentava d'aquesta forma aprofitar-se de la rivalitat existent entre Roma i Constantinoble per aconseguir l'establiment d'una església búlgara independent, evitant així que cap altre país no pogués adquirir poder polític a Bulgària a través del control de l'església. L'extensa resposta papal va ser enviada a Boris junt amb dos bisbes designats per facilitar la conversió del poble búlgar. Tanmateix, igual com Constantinoble, ni Nicolau I ni el seu successor Adrià II no estaven disposats a reconèixer una església autònoma.
No obstant això, l'acostament de Bulgària a Roma va tenir l'efecte de suavitzar la posició romana d'Orient i fer-la molt més conciliadora. En 870 durant el IV Concili de Constantinoble, l'Església de Bulgària va ser reconeguda com a Església Ortodoxa autònoma sota la direcció suprema del Patriarca de Constantinoble

### El sistema eslau d'escriptura
Si bé el Knyaz búlgar va aconseguir finalment assegurar l'autonomia de la seva església, l'alt clericat i els llibres teològics usaven encara el grec medieval, la qual cosa dificultava la conversió del poble pla a la nova religió. Entre 860 i 863 els monjos romans d'origen grec. Ciril i Metodi van crear l'alfabet glagolític, el primer alfabet eslau, per ordre de l'emperador romà d'Orient, per tal de convertir la Gran Moràvia al cristianisme Ortodox. Tanmateix, els seus intents van fracassar i en 886 els seus deixebles Climent d'Ocrida, Naüm de Preslav i Angelari, que havia estat expulsats de la Gran Moràvia, van arribar a Bulgària, on Borís I els va brindar una calorosa acollida. El Knyaz els va encomanar la creació de dues acadèmies teològiques on s'instruiria el clericat búlgar en llengua vernacla. Climent fou enviat a Ohrid. al sud-oest de Bulgària, on va ensenyar a 3.500 alumnes entre 886 i 893. Naum va fundar una escola literària a Pliska, la capital, traslladada després a la nova capital Preslav. En 893, Bulgària va adoptar l'alfabet glagolític i l'antic eslau eclesiàstic (antic búlgar) com a llengua oficial de l'església i l'estat, i va expulsar el clergat romà d'Orient. A començaments del segle x l'Escola Literària de Preslav va crear l'alfabet ciríl·lic.

## L'Edat d'Or

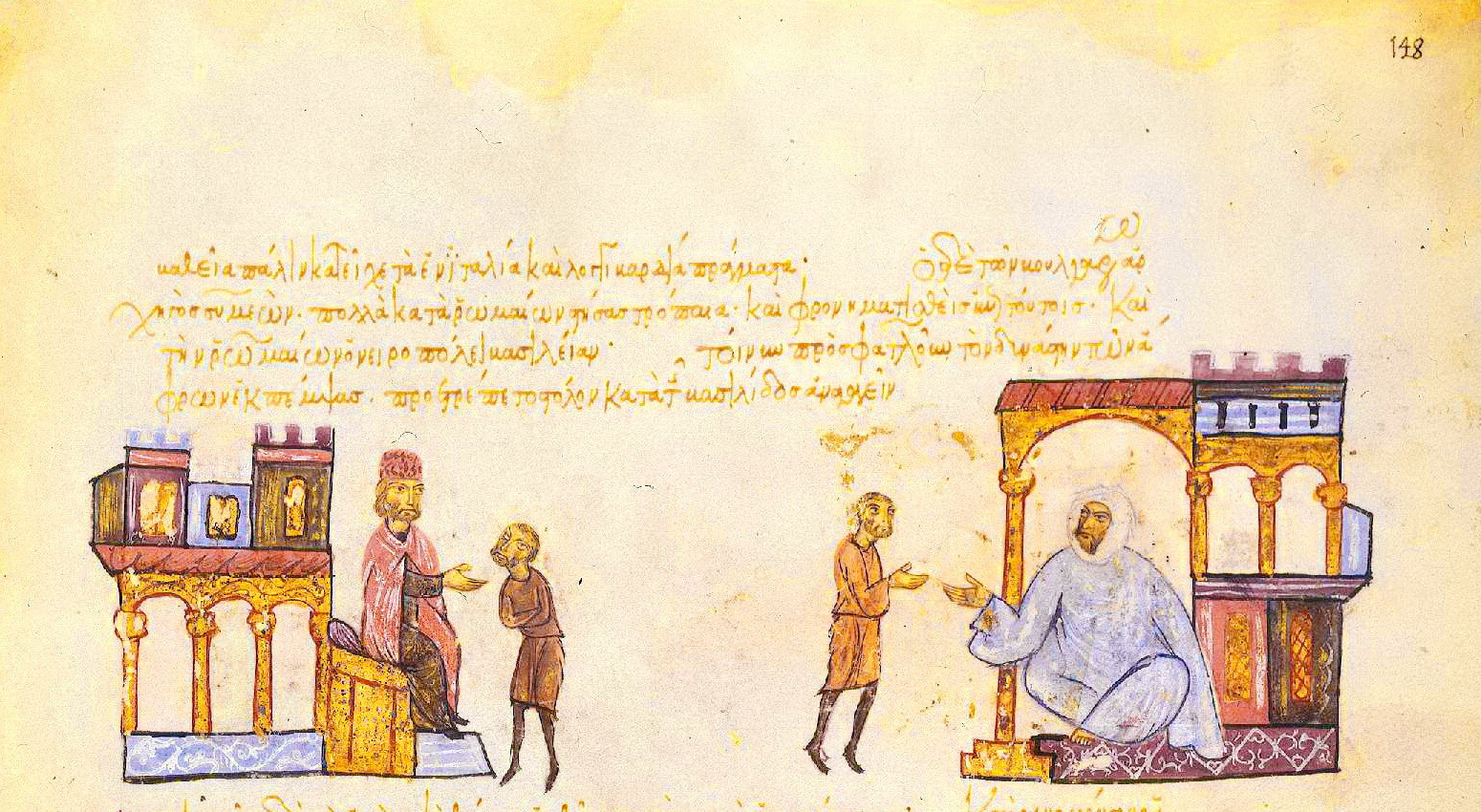
Simeó envia delegats al Califat Fatimita per formar una aliança contra els romans. Ambdós bàndols eren a prop de l'acord, però els delegats búlgars van ser capturats durant el seu viatge de tornada pels romans, que van aconseguir evitar l'aliança amb els àrabs.

Entre finals del segle ix i començaments del segle x, Bulgària es va estendre per l'Epir i Tessalònica al sud, per Bòsnia a l'oest i va aconseguir controlar el territori de l'actual Romania i el nord de l'Hongria oriental. Amb el suport romà d'Orient, es va formar un estat serbi a mitjan segle Ix com a resposta a l'expansió búlgara a l'oest del Riu moraviana.
A cavall de Bulgària i l'Imperi Romà, els governants serbis van aconseguir resistir diverses invasions búlgares fins i tot 924, quan Sèrbia va quedar completament subordinada al general i possiblement comte de Sofia Marmais. Sota el Tsar Simeó I el Gran, que havia estat educat en la cort romana d'Orient, Bulgària es va convertir novament en una greu amenaça per a l'Imperi Romà d'Orient, i va assolir la seva màxima extensió territorial. Simeón esperava prendre Constantinoble, i va llançar diverses campanyes contra l'Imperi Romà al llarg del seu regnat (893-927). Al final de la seva vida, la frontera sud de Bulgària assolia el Peloponès. Simeó es va proclamar a si mateix "Emperador (Tsar) dels Búlgars i Autòcrata dels Grecs", un títol que va ser reconegut pel papa però, òbviament, no per l'emperador romà d'Orient ni pel Patriarca de Constantinoble de l'Església Ortodoxa. Únicament al final del seu regnat va ser reconegut com a "Emperador dels Búlgars" per l'emperador romà i el patriarca.
Entre 894 i 896 va derrotar els romans i els seus aliats, els magiars. en la denominada "Guerra comercial", ja que el pretext per a la guerra havia estat el desplaçament del mercat búlgar des de Constantinoble a Tessalònica. En la decisiva batalla de Bulgarophygon, els romans d'Orient van ser derrotats. i la guerra va arribar a la seva fi amb un acord favorable a Bulgària, per bé que Simeó va trencar la treva freqüentment. En 904 va capturar Solun, que havia estat saquejada prèviament pels àrabs i la va tornar a mans romanes d'Orient només després d'haver rebut totes les zones habitades per eslaus en Macedònia i 20 fortaleses situades a Albània, incloent-hi la important població de Dirràquion.
Després de la incertesa que va seguir la mort de l'emperador Alexandre en 913, Simeó va envair la Tràcia romana, però va detenir les seves tropes a canvi del reconeixement oficial com a Emperador i de casar la seva filla amb l'emperador nen Constantí VII. Després d'un complot en la cort romana d'Orient, l'emperadriu Zoe va rebutjar el matrimoni i els seus títols i ambdós bàndols es van preparar per a la batalla decisiva. En 917 Simeó va aconseguir desbaratar tots els intents del seu enemic d'aliar-se amb els magiars, els petxenegs i els serbis, i els romans d'Orient van haver de presentar batalla sense ajuda. El 20 d'agost, els dos exèrcits es van enfrontar en la batalla d'Anquíal, una de les majors batalles de l'edat mitjana. Els romans d'Orient van sofrir una derrota sense precedents, i van perdre 70.000 soldats en el camp de batalla. Després d'aquesta victòria, les forces búlgares van prosseguir el seu avenç i van derrotar les restes de l'exèrcit romà d'Orient a Katasyrtai. Tanmateix, Constantinoble va ser salvada en última instància per un atac serbi des de l'oest; els serbis van ser derrotats, però l'enfrontament va permetre a l'almirall romà Romà I Lecapè guanyar un temps preciós per preparar la defensa de la ciutat. Durant la següent dècada, els búlgars es van apropiar de tota la península balcànica amb l'excepció de Constantinoble i del Peloponès.

## Decadència

### Els successors de Simeó

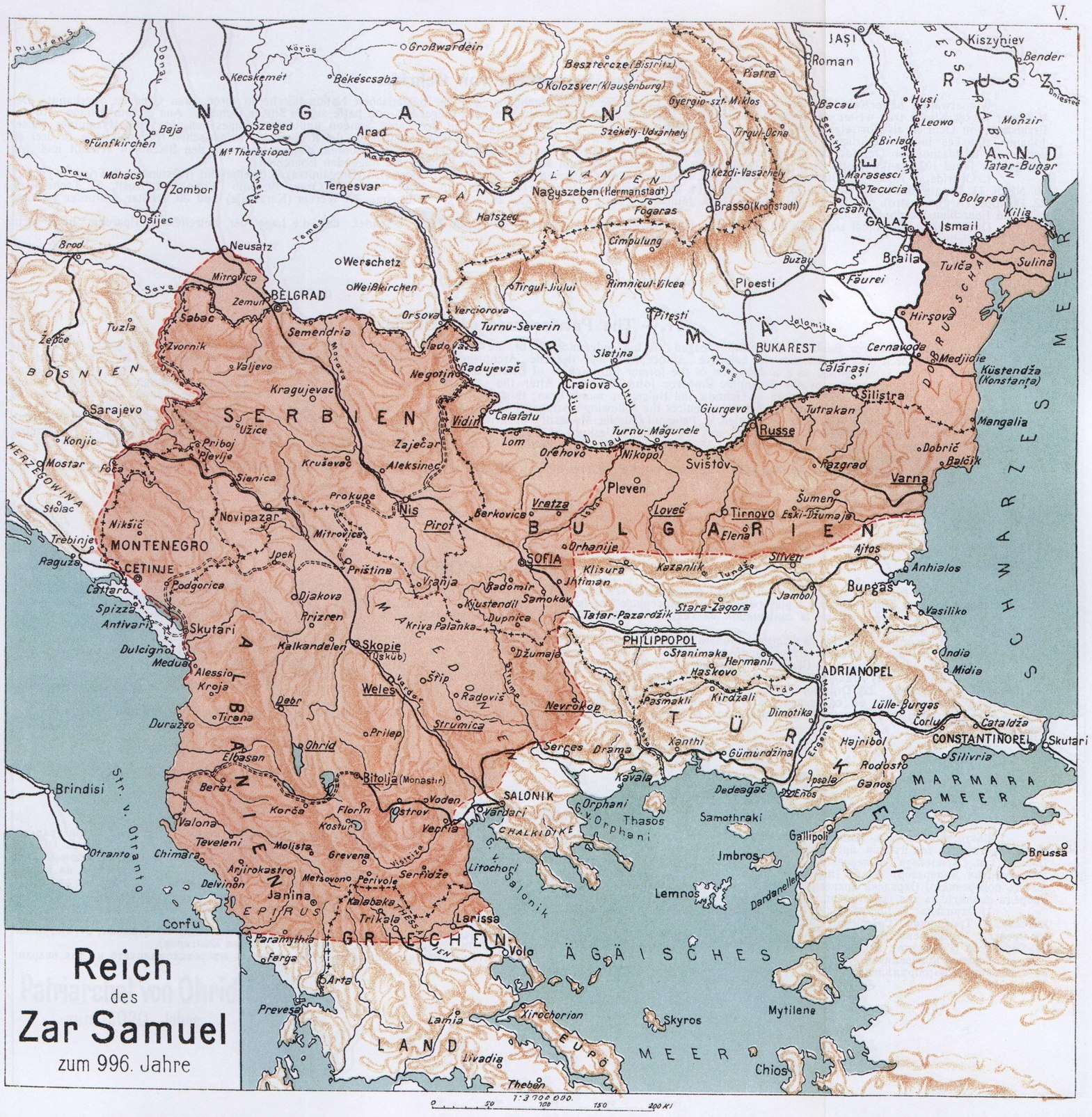
L'Imperi Búlgar durant el regnat de Samuel

Després de la mort de Simeó el poder búlgar va començar a declinar. En un tractat de pau datat en 927, els romans reconeixien oficialment el títol imperial de Pere I de Bulgària, successor i fill de Simeó, i el Patriarcat de Bulgària. Aquesta pau amb l'Imperi Romà no va portar, tanmateix, la prosperitat a Bulgària. Els primers anys del nou emperador van ser turbulents, amb constants enfrontaments amb els seus germans, i va haver de reconèixer la independència de Rascia durant la dècada dels 930. Tanmateix, el cop més fort arribaria del nord: entre 934 i 965, el país va sofrir cinc invasions magiars. En 944, Bulgària va ser atacada pels petxenegs, que van saquejar les regions septentrionals de l'imperi. Sota els mandats de Pere I i de Borís II de Bulgària, l'heretgia dels bogomils va dividir religiosament la nació búlgara.
Sviatoslav I de Kíev en 968 va atacar el Primer Imperi Búlgar, va conquerir la capital Preslav i va deixar una part del seu exèrcit però va haver de tornar a Kíev per aixecar el setge que els petxenegs havien establert. En 971, l'emperador romà d'Orient Joan I Tsimiscés va intervenir en la contesa i va derrotar Sviatoslav durant el setge de Doròstolon. Després d'això, Borís II va ser solemnement destronat a Constantinoble i Bulgària oriental es va convertir en un protectorat de l'imperi.

### Lluita per la independència
Després de la intervenció romana d'Orient, les terres de l'oest del riu Iskar van romandre lliures i els germans Cometopuli van encapçalar la resistència contra les forces imperials. Pel volts del 976, el quart dels germans, Samuel, va aconseguir concentrar tot el poder després de la mort dels seus germans més grans. Quan el legítim hereu al tron Romà de Bulgària va escapar del captiveri a Constantinoble, va ser reconegut emperador per Samuel a Vidin, i aquest últim es va convertir en general en cap de l'exèrcit búlgar. Gran polític militar i notable, va aconseguir canviar la fortuna dels búlgars.
El nou emperador romà d'Orient, Basili II Bulgaròcton, va ser derrotat en la batalla de les Portes de Trajà en el 986 i va escapar per molt poc. Cinc anys més tard, eliminaria l'estat serbi. En 997, després de la mort de Romà, que era l'últim descendent de la dinastia Krum, Samuel va ser proclamat emperador. Tanmateix, en 1001, la guerra es decantà en favor dels romans, que havien aconseguit capturar les antigues capitals de Pliska i Preslav i que, a partir del 1004, van començar a realitzar campanyes anuals contra Bulgària. La guerra entre Bulgària i el recentment creat Regne d'Hongria, facilitava encara més aquestes campanyes, i finalment, en 1014, Basili II va derrotar els exèrcits del tsar Samuel en la batalla de Clídion i va massacrar a milers d'ells, la qual cosa li va valer el sobrenom de "mata-búlgars" (Voulgaroktonos). Va ordenar encegar i enviar de tornada a les seves llars 14.000 presoners. Quan Samuel va veure l'estat en què tornaven els seus exèrcits, va patir un atac de cor i va morir. Joan Ladislau de Bulgària provà de negociar una treva amb l'emperador romà Basili II per consolidar la seva posició però les negociacions fracassaren i Joan Ladislau mantingué la resistència en un intent fallit de fer recular els romans. Durant el seu regnat, intentà reforçar l'exèrcit búlgar, reconstruí nombroses fortaleses búlgares i fins i tot totalment sotmesa llançà un contraatac, però acabà perdent la vida el 1018 en la batalla de Dirràquion. Després de la seva mort, la seva vídua, l'emperadriu Maria, es rendí finalment a Basili II juntament amb el patriarca i la majoria dels nobles. Ben aviat, l'emperador romà extingí els últims focus de resistència i posà fi al Primer Imperi Búlgar.

## Cultura
El patrimoni cultural del Primer Imperi Búlgar es defineix generalment en la historiografia búlgara com la cultura Pliska-Preslav, pel nom de les dues primeres capitals Pliska i Preslav on es concentren la majoria dels monuments que han arribat fins als nostres dies. Molts monuments d'aquell període s'han trobat al voltant de Màdara, Xumen, Novi Pazar, el poble de Han Krum al nord-est de Bulgària, així com al territori de l'actual Romania, on els arqueòlegs romanesos van anomenar cultura Dridu. a les restes deixades pel Primer Imperi, que van ser descobertes al sud de Bessaràbia, ara dividida entre Ucraïna i Moldàvia.

### Arquitectura
La característica més important de l'arcaica arquitectura búlgara va ser la construcció monumental, coneguda pels romans, però que no va ser utilitzada en l'Imperi Romà d'Orient de l'època. Hi havia dos tipus principals de construcció entre les emprades als edificis de Pliska. Per al primer, un dels materials de construcció van ser fusta i maó. El segon tipus eren construccions de murs defensius amb grans blocs de pedra calcària tallada posades junt amb guix. El mateix mètode es va utilitzar en la construcció de la fortalesa de Preslav, el campament militar de Han Krum, el palau de cacera a Màdara o a la fortalesa a l'illa de Păcuiul lui Soare. Les fortaleses estaven situades principalment a les planes a diferència de les construïdes durant el Segon Imperi Búlgar.
Després de l'adopció del cristianisme en 864, hi hagué construccions massives d'esglésies i monestirs en tot l'Imperi, com ara la Gran Basílica de Pliska que va ser una de les estructures més grans de l'època amb la seva longitud de 99 metres i l'esplèndida Església d'Or a Preslav. Les esglésies construïdes durant aquell període van ser majoritàriament de tres naus. La capital búlgara, també va ser famosa per la seva ceràmica que adornava els edificis públics i religiosos. Les imatges i altars de les esglésies eren de rajoles de ceràmiques especials. Hi havia nombrosos tallers d'orfebres i argenters que produïen joieria fina.
A causa de la seva situació geogràfica i al moment polític en el qual es trobava, també destaquen en l'arquitectura estructures defensives com ara la fortalesa de Vidin anomenada Bava Vida.

### Ceràmica

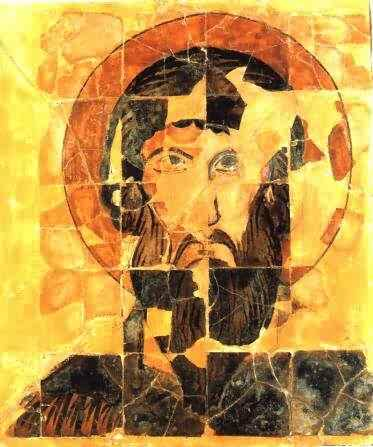
Imatge de ceràmica de Teodor el General, Preslav, c. 900, Museu Arqueològic Nacional, Sofia.

Una de les característiques més famoses de la cultura Pliska-Preslav va ser la decoració de palaus i esglésies amb plaques de ceràmica lacada, la qual cosa pot indicar una influència (àrab) del Pròxim Orient. Les plaques de ceràmica van ser pintades majoritàriament amb elements geomètrics o vegetatius, mentre que uns quants ens mostren representacions dels sants. Entre les més notables d'aquest últim grup cal destacar la Imatge de Sant Teodor, que es troba a les ruïnes del Monestir de Sant Panteleimó als afores de Preslav. Les rajoles van ser planes o tubulars, i es van organitzar per formar frisos de motius repetits. A causa de la destrucció de Pliska i Preslav només han arribat fins al nosaltres alguns fragments i els detalls de la decoració ceràmica. La majoria de les troballes de rajoles, així com l'evidència arqueològica dels tallers de producció d'elles, provenen de Preslav i la regió circumdant (principalment el poble de Patleina).
Les principals fonts per a l'ús domèstic de la ceràmica búlgara estan orientades a les necròpolis de Novi Pazar, Devnya i  Varna. Els vasos es feien amb un torn de terrissaire, a diferència de l'eslava pràctica. Es van utilitzar forns de dues plantes per al recuit de la ceràmica. La forma i la decoració de la ceràmica búlgara arcaica van ser similars a la trobada al nord del Caucas, Crimea i les costes del Mar d'Azov.

### Literatura
La literatura búlgara és la literatura eslava més antiga. Els missioners de Tessalònica, Ciril i Metodi, van idear l'alfabet glagolític, que fou aprovat en l'Imperi Búlgar al voltant de 886. L'alfabet i l'antiga llengua búlgara van donar lloc a una rica activitat literària i cultural entorn de les escoles de Preslav i Ohrid, creat per ordre de Borís I en el 886. A començaments del segle x, un nou alfabet, l'alfabet ciríl·lic, va ser desenvolupat sobre la base de la cursiva grega i glagolítica a l'Escola Literària de Preslav. D'acord amb una teoria alternativa, l'alfabet va ser ideat a l'Escola Literària d'Ocrida per Climent d'Ocrida, un erudit búlgar i deixeble de Ciril i Metodi. Un monjo ermità i pietós Sant Joan de Rila (Ivan Rilski, 876-946), es va convertir en el sant patró de Bulgària.
Durant el regnat de Simeó es van reunir molts erudits a la seva cort, que van traduir enormes quantitats de llibres del grec i van escriure moltes obres noves. Entre les figures més prominents van ser Constantí de Preslav, Joan l'Exarca i Cernorizec Hrabar que alguns historiadors creuen que va ser el mateix Simeó. Cernorizec Hrabar va escriure la seva popular obra El Compte de Notes, Climent d'Ocrida va treballar com a traductor del grec i se li acrediten diversos llibres religiosos importants, Joan l'Exarca va escriure el seu Xestodnev, traduït com El cristianisme Ortodox per Joan Damascè. Naüm de Preslav també va tenir una important contribució. Els erudits búlgars i les seves obres van influir en la major part del món eslau, i estengueren l'antic eslau eclesiàstic, l'alfabet ciríl·lic i glagolític a la Rus de Kíev, la Sèrbia medieval i la Croàcia medieval.

## Religió
Després de la creació de l'estat búlgar els búlgars i els eslaus van continuar practicant les seves religions indígenes. La religió búlgara va ser monoteista i creien en Tangra, el déu del cel. Quan Omurtag i Lleó V l'Armeni van concloure un tractat de pau en 815, l'emperador romà d'Orient va haver de fer un jurament d'acord amb les tradicions búlgares. Els historiadors romans registren que el governant «més cristià» va haver de realitzar diversos ritus pagans com els de tallar gossos i usar-los com a testimonis per al seu jurament. Els eslaus adoraven nombrosos déus. El seu déu suprem era Perun. Hi ha evidències que el cristianisme continuà sent generalitzat a Bulgària durant els primers 150 anys d'existència de l'estat.
A mitjans del segle ix, Boris va decidir adoptar el cristianisme a fi d'unir fermament la població del país.